# Alessandro Sauli
Alessandro Sauli (Milano, 15 febbraio 1534 – Calosso, 11 ottobre 1592) è stato un vescovo cattolico, religioso e teologo italiano dell'Ordine dei chierici regolari di San Paolo, di cui venne eletto superiore generale nel 1567; docente universitario di teologia e di filosofia a Pavia, fu vescovo di Aleria e poi di Pavia. È stato proclamato santo da papa Pio X nel 1904.

## Biografia
Figlio dei nobili genovesi Domenico Sauli e Tommasina Spinola, nacque a Milano e venne ammesso ancora bambino nel seguito dell'imperatore Carlo V come paggio.
All'età di diciassette anni decise di entrare tra i chierici barnabiti e, dopo gli studi istituzionali compiuti a Pavia, venne ordinato sacerdote il 24 marzo 1556: trascorse gli anni successivi tra Pavia, dove fu professore di teologia e filosofia, e Milano, dove svolse servizio pastorale, guadagnandosi la fama di grande predicatore, scelto anche come confessore dai cardinali Carlo Borromeo e Niccolò Sfondrati, il futuro papa Gregorio XIV.
Fu uno dei più stretti collaboratori dell'arcivescovo Borromeo per la sua opera di riforma della diocesi e, nel 1567, venne eletto superiore generale del suo ordine: il 10 febbraio 1570, dietro suggerimento del Borromeo, papa Pio V lo elesse vescovo della diocesi di Aleria in Corsica e ricevette la consacrazione episcopale dal suo mentore. Si impegnò per la riorganizzazione religiosa della diocesi con l'introduzione delle riforme del Concilio di Trento in materia di disciplina del clero e con la promozione delle missioni popolari per la formazione catechistica dei laici.
Rimase in Corsica per oltre vent'anni ed il 20 ottobre 1591 venne trasferito alla più prestigiosa sede di Pavia. Morì un solo anno dopo, durante una visita pastorale a Calosso.
Il suo corpo è venerato nella cattedrale di Pavia, nella sontuosa cappella settecentesca a lui dedicata. Alcune reliquie sono ospitate nella basilica di San Michele Maggiore in Pavia e nella basilica santuario di Santa Maria de Finibus Terrae a Santa Maria di Leuca.

## Il culto
Fu proclamato beato il 23 aprile 1741 da papa Benedetto XIV. Papa Pio X lo canonizzò l'11 dicembre 1904. La memoria liturgica ricorre l'11 ottobre.

## Genealogia episcopale
La genealogia episcopale è:
- Arcivescovo Filippo Archinto
- Papa Pio IV
- Cardinale Giovanni Antonio Serbelloni
- Cardinale Carlo Borromeo
- Vescovo Alessandro Sauli, B.